# The Voice of Your Emotions
The Voice of Your Emotions è un album in formato digitale di Marivana Viscuso. È anche autrice e produttrice del disco con etichetta Marivana Inc.

## Tracce
1. You Only You
2. Dedicato a te
3. Sauvage
4. No te quiero mas
5. Animanimale
6. Il film della tua vita
7. Se mi innamoro di te
8. Socorro
9. Seeds of Joy